# Głaz narzutowy przy ulicy Wojska Polskiego w Sulechowie
Głaz narzutowy przy ulicy Wojska Polskiego w Sulechowie, czasem nazywany także Kamieniem Schrecka – granitowy głaz narzutowy znajdujący się na skwerze między ulicami Wojska Polskiego i Zielonej w Sulechowie. Decyzją wojewody lubuskiego nr 29 z dnia 19 maja 2006 roku głaz został objęty ochroną jako pomnik przyrody.
Głaz narzutowy przy ulicy Wojska Polskiego w Sulechowie jest jednym ze 102 pomników przyrody znajdujących się na terenie gminy Sulechów, w tym jednym z 14 tego typu obiektów w mieście (jest także jedynym głazem narzutowym w mieście, który został uznany za pomnik przyrody).

## Charakterystyka
Głaz narzutowy znajduje się na skwerze u zbiegu ulic Wojska Polskiego i Zielonej na terenie działki numer 464 w Sulechowie. Ma 1120 centymetrów obwodu i 165 centymetrów wysokości, co czyni go drugim pod względem rozmiarów głazem na terenie gminy. Eratyk jest średnioziarnistym granitem różowym. W jego skład mineralny wchodzą: kwarc przezroczysty, jasnoszary, skalenie różowe, izometryczne, oraz niewielkie ilości blaszek biotytu.

## Historia
Pierwsze pisemne wzmianki o głazie pojawiły się w kronice miasta z 1756 roku. Początkowo znajdował się na północnym odcinku obecnej ulicy Brzozowej w Sulechowie. W 1938 roku, kierując się poprawą estetyki miasta, a w szczególności rejonu w pobliżu obiektów wojskowych, władze podjęły decyzję o zmianie jego położenia i przetransportowaniu w pobliże sulechowskich koszar. W celu przesunięcia eratyka skonstruowano cztery drewniane płozy (o przekroju poprzecznym 30 × 30 cm), które przesuwały się po metalowych rolkach o średnicy 6 cm. Do załadowania głazu sprowadzono cztery wciągarki, których udźwig (każdej z osobna) wynosił około 10 ton. W czasie podnoszenia kamienia dokonano pomiaru jego wagi, która wyniosła około 650 cetnarów. Do przesuwania wykorzystano 1 maszynę i 2 ciągniki gąsienicowe, a pod metalowe wałki wkładano drewniane bale, który umożliwiały przesuwanie głazu. W sumie w ten sposób przesunięto go o około 500 metrów i umiejscowiono na skwerze, gdzie obecnie się znajduje.
W latach 70. XX wieku na szczycie głazu dobudowano, skonstruowaną z otoczaków, miniaturę zamku z murem obronnym. W zamyśle twórców miała ona zdobić eratyk, a swoją formą przypominać budowlę z czasów legendarnego Schrecka.
Podstawę prawną dla ochrony pomnikowej głazu stanowi decyzja wojewody lubuskiego Marka Asta o numerze 29 z dnia 19 maja 2006 roku.

## Legenda

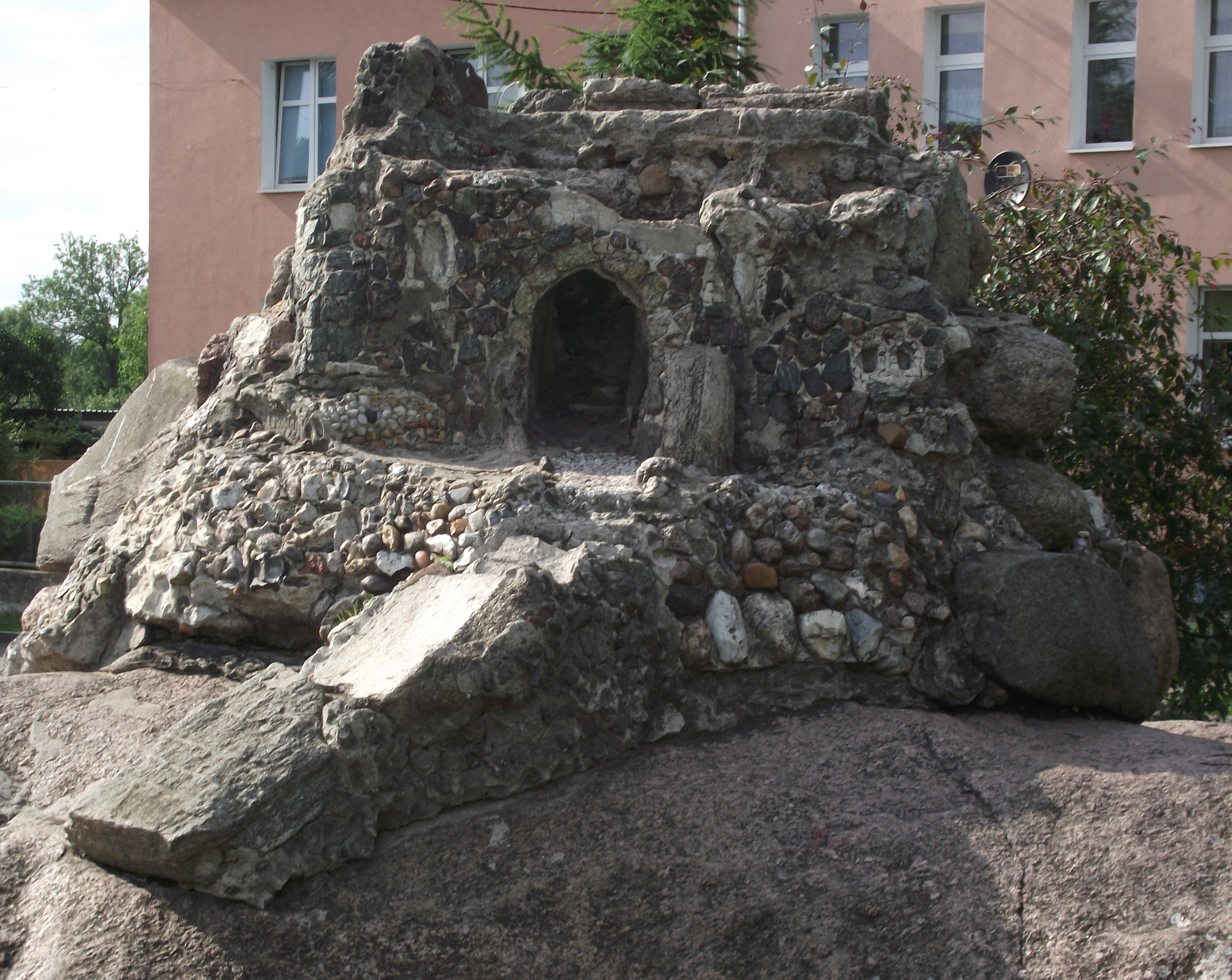
Miniatura zamku dobudowana na szczycie głazu w latach 70. XX wieku

Z głazem związana jest legenda, mówiąca o jego pochodzeniu i pierwotnym położeniu. Została ona opublikowana w 1926 roku w dziele Abriss zur Heimatkunde des Kreises Züllichau – Schwiebus autorstwa Gustava Zerndta. Mówi ona o olbrzymie Schrecku, mającym niegdyś zamieszkiwać tereny w pobliżu Sulechowa. Schreck miał przez długi czas nosić w swoim bucie głaz, aż podczas jednego ze spacerów zauważył, że ten go uciska. Wówczas to ściągnął but i wytrząsnął z niego kamień, który wylądował na północnym odcinku obecnej ulicy Brzozowej w Sulechowie. Od tej opowieści początek swój wzięła nieoficjalna nazwa głazu – „Kamień Schrecka”.